# Подставленный (фильм, 1986)
«Подставленный» или «Наследие гнева» (кит. 龍在江湖; англ. Legacy of Rage) — боевик с участием сына Брюса Ли — Брэндона в постановке известного режиссёра из Гонконга Ронни Ю.

## Сюжет
Фильм начинается с показа ночного Гонконга. По одной из улиц едет машина, в которой сидит Майкл (Майкл Вонг) — торговец наркотиками и контрабандист. Ему звонит отец и говорит, что их надули и чтобы он разобрался. В то же время по улицам едет парень на роликах. Он сворачивает к телефонной будке, звонит какому-то Майку и говорит, что у них получилось. Майкл следит за ним через камеру наблюдения, и через мгновение парня на роликах убивают.
Затем сюжет переносится на свалку машин, где работает Брэндон Ма (Брэндон Ли). Ему звонит его девушка Мэй (Реджина Кент) и говорит, что сегодня она будет танцевать в одном из ресторанов, и приглашает его туда. На пути к Мэй Брэндон находит маленькую девочку, которую забыли взять в автобус. Брэндон бежит с ней к остановке и опаздывает на встречу с Мэй. Придя к ней на остановку он идёт с ней в ресторан, где Брендон также работает официантом.
В ресторан приходит банда рекетира (Боло Енг). Они договариваются с хозяином ресторана мистером Ипом (Йип Винг Чо) насчёт денег за «крышевание». В порыве гнева рекетир сбивает поднос с пивом, которое принёс Брэндон, и бьёт его в живот. Брендон начинает злиться, но мистер Ип говорит ему, чтобы он принёс новое пиво. Брендон выполняет заказ, но рекетир плескает в лицо Брендону пиво, на что Брендон отвечает ударом. Рекетир вызывает его поговорить на задний двор. Начинается драка. Приезжает полиция, но с помощью Мэй и Майкла Брендону удаётся сбежать.
Затем во время отдыха на берегу моря на друзей и Мэй нападает банда Шарки (Чунг Лам) — агента из отдела по борьбе с наркотиками и партнёра Майкла. Они разбивают лицо Майклу, говорят, чтобы Майкл не отменял сделку и уходят.
Майкл и его отец разрабатывают план для устранения Шарки. Ключевая фигура в этом плане - Брендон.

## В ролях
- Брэндон Ли — Брэндон
- Боло Ён — рэкетир
- Майкл Вонг
- Реджина Кент
- Таня Джордж
- Вэй Мэньчень
- Рэнди Мэн
- Нг Ман-Тат — капитан стражи

## Дополнительные факты
- Лицензионная видеокассета в России выпускалась российским дистрибьютором «Корпорация Арена»
- Фильм в соответствии с Системой возрастной классификации кинопоказа в России имеет возрастные ограничения: «Фильм разрешен для показа зрителям, достигшим 16 лет»

## Оружие в фильме
Брендон:
- SPAS-12
- Uzi
- Кольт М1911
- Colt Detective Special
- Smith&Wesson Model 29

Люди Майкла:
- M16A1
- Подствольный гранатомёт М203
- Colt Detective Special
- Browning Hi-Power
- Кольт М1911
- Четырёхглазый-две Micro-Uzi